# Acrolophus boucardi
Acrolophus boucardi är en fjärilsart som beskrevs av Druce 1901. Acrolophus boucardi ingår i släktet Acrolophus och familjen Acrolophidae. Inga underarter finns listade i Catalogue of Life.